# 伦斯特府
伦斯特府（英語：Leinster House）是爱尔兰国会参众两院所在地，也是爱尔兰政治活动的转喻。
伦斯特府原为倫斯特公爵的府邸。1922年成为爱尔兰国会大厦。在此之前，曾作为皇家都柏林协会的总部。该协会著名的都柏林春季展和马术表演在伦斯特草坪举行，面对梅林广场。